# Dicranum speirophyllum
Dicranum speirophyllum är en bladmossart som beskrevs av Montagne 1843. Dicranum speirophyllum ingår i släktet kvastmossor, och familjen Dicranaceae. Inga underarter finns listade i Catalogue of Life.